# Antoine Dupré (dramaturge)
Pour les articles homonymes, voir Antoine Dupré et Dupré.
 (août 2015).
Si vous disposez d'ouvrages ou d'articles de référence ou si vous connaissez des sites web de qualité traitant du thème abordé ici, merci de compléter l'article en donnant les références utiles à sa vérifiabilité et en les liant à la section « Notes et références ».
Antoine Dupré, né en 1782 et mort le 13 janvier 1816 dans la commune du Cap Haitien, est un poète et dramaturge haïtien faisant partie de la période des pionniers de la Littérature haïtienne.

## Biographie
Antoine Dupré poète et dramaturge haïtien a vu le jour au Cap-Haïtien en 1782. On ignore beaucoup de choses de sa vie y compris sa date de naissance. Selon ses propres aveux il aurait séjourné en Angleterre, endroit où il aurait entamé une carrière au théâtre, mais n'aurait pas été bien reçu par le public. Il a publié l'un des premiers poèmes et l'une des premières pièces de théâtre d'Haïti indépendante. Il est principalement connu grâce à ses poèmes Hymne à la liberté et Le Rêve d'un Haïtien, ainsi que ses pièces de théâtre La Mort du général Lamarre et La Jeune Fille.
Il fut tué lors d'un duel en 1816 au cap Haitien.

## Œuvre
Semexan Rouzier affirme qu'en 1844 ont paru, réunies en un même volume, les poésies diverses et les pièces de théâtre d'Antoine Dupré. l'ouvrage est aujourd'hui introuvable. il ne nous reste de ce poète que quelques vers et ses trois pièces de théâtres ont également disparu.
- Hymne à  la liberté: 1812, poème[5]
- Le Rêve d'un Haïtien, poème
- Vers pour être gravés au bas d'un buste de Pétion, poème
- La Jeune Fille, pièce de théâtre
- Le Miroir, pièce de théâtre
- La Mort du général Lamarre (drame), pièce de théâtre